# Byrhthelm (évêque de Londres)
Byrhthelm, Brihthelm ou Beorhthelm est un prélat anglo-saxon mort entre 957 et 959. Il est évêque de Londres dans les années 950.

## Biographie
Byrhthelm est consacré évêque de Londres entre 951 et 953. Il meurt entre 957 et 959.